# Kreis Segeberg
Kreis Segeberg is een Kreis in de Duitse deelstaat Sleeswijk-Holstein. De Kreis telt 278.007 inwoners (31 december 2020) op een oppervlakte van 1.344,39 km². Kreisstadt is Bad Segeberg.

## Steden en gemeenten

Gemeenten in Segeberg

Segeberg is onderverdeeld in 7 amtvrije gemeenten en 8 Ämter met in totaal 89 deelnemende gemeenten.
| Amtvrije gemeenten                                                      | Amtvrije gemeenten                                 |
| ----------------------------------------------------------------------- | -------------------------------------------------- |
| - 1. Bad Bramstedt - 2. Bad Segeberg - 3. Ellerau - 4. Henstedt-Ulzburg | - 5. Kaltenkirchen - 6. Norderstedt - 7. Wahlstedt |

Ämter met deelnemende gemeenten
(* = bestuurszetel)
| - 1. Amt Bad Bramstedt-Land bestuur in Bad Bramstedt 1. Armstedt 2. Bimöhlen 3. Borstel 4. Föhrden-Barl 5. Fuhlendorf 6. Großenaspe 7. Hagen 8. Hardebek 9. Hasenkrug 10. Heidmoor 11. Hitzhusen 12. Mönkloh 13. Weddelbrook 14. Wiemersdorf - 2. Amt Boostedt-Rickling 1. Boostedt 2. Daldorf 3. Groß Kummerfeld 4. Heidmühlen 5. Latendorf 6. Rickling - 3. Amt Bornhöved 1. Bornhöved 2. Damsdorf 3. Gönnebek 4. Schmalensee 5. Stocksee 6. Tarbek 7. Tensfeld 8. Trappenkamp - 4. Amt Itzstedt (tot het Amt behoort ook Tangstedt, in de Kreis Stormarn) 1. Itzstedt 2. Kayhude 3. Nahe 4. Oering 5. Seth 6. Sülfeld | - 5. Amt Kaltenkirchen-Land bestuur in Kaltenkirchen 1. Alveslohe 2. Hartenholm 3. Hasenmoor 4. Lentföhrden 5. Nützen 6. Schmalfeld - 6. Amt Kisdorf 1. Hüttblek 2. Kattendorf 3. Kisdorf 4. Oersdorf 5. Sievershütten 6. Struvenhütten 7. Stuvenborn 8. Wakendorf II 9. Winsen - 7. Amt Leezen 1. Bark 2. Bebensee 3. Fredesdorf 4. Groß Niendorf 5. Högersdorf 6. Kükels 7. Leezen 8. Mözen 9. Neversdorf 10. Schwissel 11. Todesfelde 12. Wittenborn 13. Buchholz (Forstgutsbezirk), niet gemeentelijk ingedeeld, onbewoond | - 8. Amt Trave-Land bestuur in Bad Segeberg 1. Bahrenhof 2. Blunk 3. Bühnsdorf 4. Dreggers 5. Fahrenkrug 6. Geschendorf 7. Glasau 8. Groß Rönnau 9. Klein Gladebrügge 10. Klein Rönnau 11. Krems II 12. Negernbötel 13. Nehms 14. Neuengörs 15. Pronstorf 16. Rohlstorf 17. Schackendorf 18. Schieren 19. Seedorf 20. Stipsdorf 21. Strukdorf 22. Travenhorst 23. Traventhal 24. Wakendorf I 25. Weede 26. Wensin 27. Westerrade |

Alveslohe ·
Armstedt ·
Bad Bramstedt ·
Bad Segeberg ·
Bahrenhof ·
Bark ·
Bebensee ·
Bimöhlen ·
Blunk ·
Boostedt ·
Bornhöved ·
Borstel ·
Bühnsdorf ·
Daldorf ·
Damsdorf ·
Dreggers ·
Ellerau ·
Fahrenkrug ·
Föhrden-Barl ·
Fredesdorf ·
Fuhlendorf ·
Geschendorf ·
Glasau ·
Gönnebek ·
Groß Kummerfeld ·
Groß Niendorf ·
Groß Rönnau ·
Großenaspe ·
Hagen ·
Hardebek ·
Hartenholm ·
Hasenkrug ·
Hasenmoor ·
Heidmoor ·
Heidmühlen ·
Henstedt-Ulzburg ·
Hitzhusen ·
Högersdorf ·
Hüttblek ·
Itzstedt ·
Kaltenkirchen ·
Kattendorf ·
Kayhude ·
Kisdorf ·
Klein Gladebrügge ·
Klein Rönnau ·
Krems II ·
Kükels ·
Latendorf ·
Leezen ·
Lentföhrden ·
Mönkloh ·
Mözen ·
Nahe ·
Negernbötel ·
Nehms ·
Neuengörs ·
Neversdorf ·
Norderstedt ·
Nützen ·
Oering ·
Oersdorf ·
Pronstorf ·
Rickling ·
Rohlstorf ·
Schackendorf ·
Schieren ·
Schmalensee ·
Schmalfeld ·
Schwissel ·
Seedorf ·
Seth ·
Sievershütten ·
Stipsdorf ·
Stocksee ·
Strukdorf ·
Struvenhütten ·
Stuvenborn ·
Sülfeld ·
Tarbek ·
Tensfeld ·
Todesfelde ·
Trappenkamp ·
Travenhorst ·
Traventhal ·
Wahlstedt ·
Wakendorf I ·
Wakendorf II ·
Weddelbrook ·
Weede ·
Wensin ·
Westerrade ·
Wiemersdorf ·
Winsen ·
Wittenborn